# Elaeocarpus firmus
Elaeocarpus firmus là một loài thực vật có hoa trong họ Côm. Loài này được Knuth mô tả khoa học đầu tiên năm 1940.